# George J. Henderson
George J. Henderson, aussi connu sous le nom de plume P. Hoinix (mort en 1911), est un éditeur et idéolinguiste britannique.

## Biographie
Initialement éditeur en Angleterre, plus précisément à Londres, George J. Henderson commence à s'intéresser très tôt au problème de la langue internationale. À cette époque, le déclin du latin comme langue de communication internationale rend en effet difficiles les échanges entre scientifiques et intellectuels de plusieurs pays, chacun s'exprimant de plus en plus dans l'une des nombreuses langues nationales européennes. Pour surmonter ces obstacles, et alors que l'anglais ne s'est pas encore imposé comme langue internationale, de nombreux lettrés cherchent à concevoir une langue universelle qui, si elle était apprise de tous, rendrait la communication internationale plus facile. Au départ sceptique quant à la possibilité qu'une telle langue soit adoptée en pratique, Henderson est surpris de constater le succès du volapük, la langue construite mise au point en 1879 par le prêtre allemand Johann Martin Schleyer, et à laquelle il trouve pourtant de nombreux défauts. Ceci le conduit à s'investir à son tour dans l'interlinguistique, en proposant plusieurs projets indépendants les uns des autres, faisant preuve, selon Louis Couturat et Léopold Leau, d'un « désintéressement et [d']un détachement assez rare, subordonnant ses projets personnels au succès de l'idée ».
C'est ainsi qu'en 1888, Henderson présente la lingua, un projet de langue internationale combinant un vocabulaire dérivé du lexique latin, qu'il considère comme relativement reconnaissable par les locuteurs de tous pays du fait de ses descendants dans de nombreuses langues, avec une grammaire qui se veut simple et rationnelle,. Conscient des faiblesses de son projet, il le retravaille dès 1890 pour finalement présenter en 1901 le latinesce, un « anglais latinisé » fondé sur les mêmes principes que la lingua, mais avec une grammaire beaucoup plus simple et un vocabulaire directement emprunté du latin, de sorte qu'un dictionnaire latin soit théoriquement suffisant pour reconstituer le vocabulaire du latinesce,. Entretemps, Henderson a également présenté la langue facile (1889), un français régularisé et simplifié, et, sous le pseudonyme de P. Hoinix (c'est-à-dire phœnix, « phénix »), l'anglo-franca (1889), qui mêle une grammaire anglaise simplifiée et un vocabulaire quasi-exclusivement français, à l'exception de 130 « particules » (articles, adverbes simples, pronoms, prépositions et conjonctions) issues de l'anglais,.
En parallèle, Henderson propose une autre approche : selon lui, le problème de la langue internationale peut très bien être résolu en ressuscitant le latin médiéval et en l'adaptant aux besoins modernes, c'est-à-dire en conservant la grammaire latine tout en l'associant à une syntaxe moderne, en latinisant les mots internationaux et en préférant un style fluide et dynamique aux rigides conventions cicéroniennes. Pour promouvoir cette idée, il crée en 1890 le journal Phœnix seu Nuntius latinus internationalis, linguæ latinæ ad usu hodiernos adhibendæ sicut documentum editus (« Le Phénix, ou Messager latin international, de la langue latine appliquée aux usages d'aujourd'hui, publié d'après document »), où il propose la création d'une Societas linguam universalem, scientiarum ac negotiorum ancillam, fundantium internationalis (« Société internationale pour une langue universelle auxiliaire à destination des sciences et du commerce »). Le latin proposé par Henderson, doté de néologismes comme unio postalis (« union postale »), naves vaporariæ (« bateaux à vapeur ») ou encore ferreæ viæ ordines (« trains »), est utilisé dans la rédaction de contenu humoristique et de publicités, mais cette tentative prend fin en 1892 avec la disparition du Phœnix, sans que la « Société internationale » voulue par Henderson n'ait pu voir le jour.
Malgré ses échecs, Henderson continue à se préoccuper de la question de la langue internationale : il s'intéresse ainsi à l'espéranto, qu'il considère en 1902 comme le meilleur projet proposé jusqu'ici, et édite dans cette langue une brochure ainsi que des « clefs (eo) », petits feuillets explicatifs sur l'espéranto insérés dans ses publications. Il collabore également avec la Délégation pour l'adoption d'une langue auxiliaire internationale, un comité d'experts chargés de comparer les différentes propositions de langue internationale afin d'en sélectionner le meilleur, sous la férule de Louis Couturat et Léopold Leau (dont Henderson traduit par ailleurs en anglais l'ouvrage Histoire de la langue universelle, sous le titre de Plea for an international language).
Henderson meurt en 1911 après avoir inspiré d'autres projets comme le nov latin de Daniele Rosa et surtout le latino sine flexione de Giuseppe Peano, autre simplification du latin qui connaîtra un plus grand succès.